# Pasečná
Pasečná (německy Reiterschlag) je částečně zaniklá vesnice a název katastrálního území o výměře 2 940 ha. Pasečná je dnes součástí obce Přední Výtoň v okrese Český Krumlov.

## Historie
První písemná zmínka o Pasečné pochází z roku 1379, kdy byla pod názvem Reiterschlag uvedena v rožmberském urbáři. Vesnice nabyla na důležitosti v polovině 19. století, když se po zrušení poddanství stala obcí s vlastním obecním zastupitelstvem. 

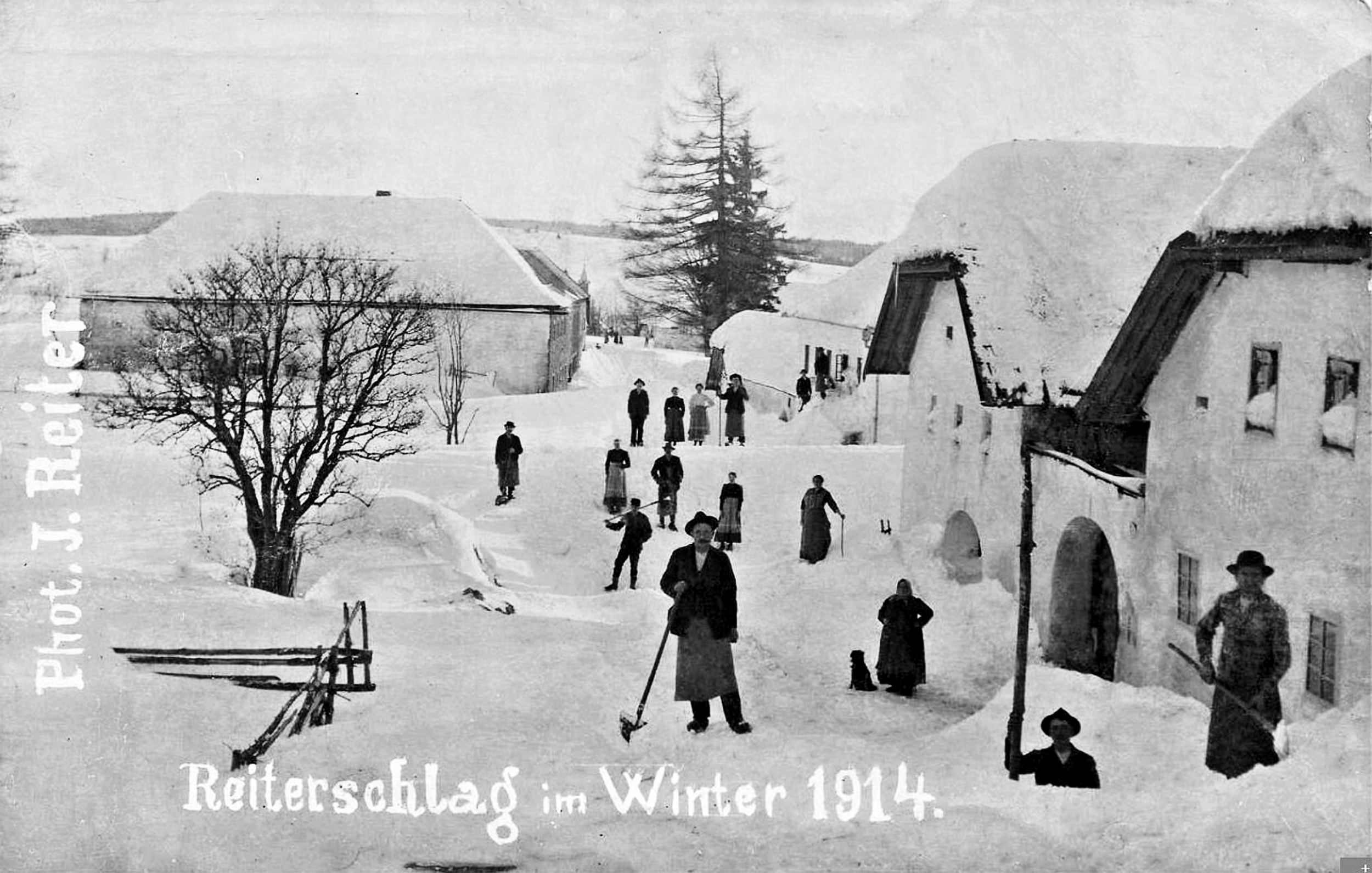
Pasečná v zimě roku 1914

Kromě Rychnůvku, kde bylo sídlo farnosti a škola,  byly součástí obce Pasečná osady: Dolní Hraničná, Horní Hraničná, Horní Ureš, Jasánky, Linda, Muckenschlag (Komáří Paseka), Multerberg, Otov, Pernek, Rožnov, Růžový Vrch a Svatý Tomáš.

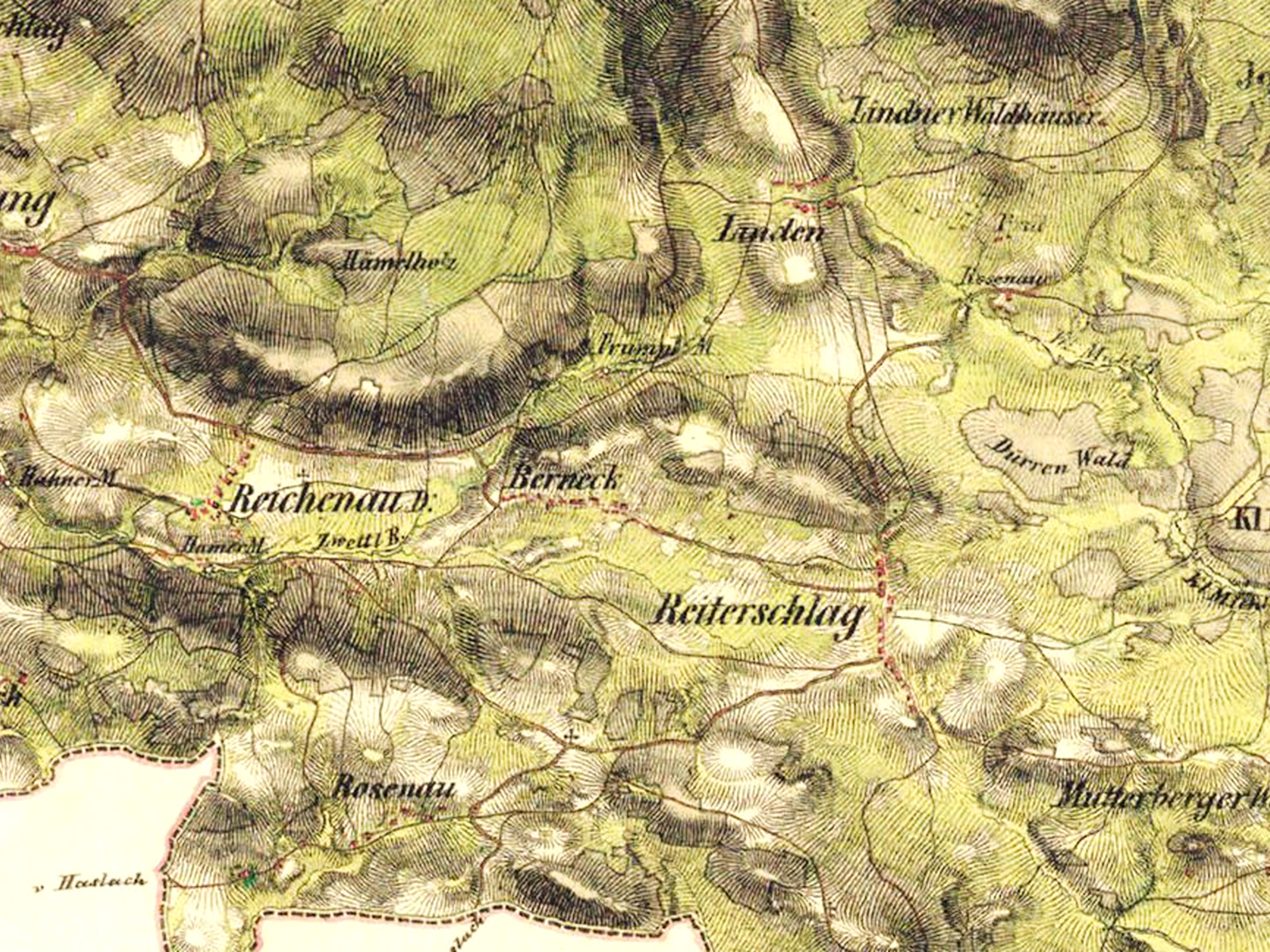
Pasečná a okolní zaniklé šumavské vesnice na mapě z poloviny 19. století

V zimě 1904/1905 v této oblasti (podle školní kroniky) napadlo osm metrů sněhu.
V letech 1938 až 1945 byla Pasečná v důsledku uzavření Mnichovské dohody přičleněna k nacistickému Německu. Po druhé světové válce byla obec přejmenována na Pasečnou. V roce 1950 byla vedena jako osada obce Frymburk. Později se stala součástí obce Přední Výtoň. V letech 1956 až 1958 byla většina starých domů, včetně kaple, zdemolována. Byly zde postaveny zemědělské stavby a pro zaměstnance Agrokombinátu Šumava byly postaveny nové domy. Pro útvar Pohraniční stráže byla postavena nová kasárna; po zrušení tohoto útvaru byl objekt přestavěn na soukromý penzion.

## Obyvatelstvo
|           | 1869 | 1880 | 1890 | 1900 | 1910 | 1921 | 1930 | 1950 | 1961 | 1970 | 1980 | 1991 | 2001 | 2011 |
| --------- | ---- | ---- | ---- | ---- | ---- | ---- | ---- | ---- | ---- | ---- | ---- | ---- | ---- | ---- |
| Obyvatelé | 314  | 312  | 292  | 280  | 258  | 236  | 226  | 5    | .    | 21   | 49   | 50   | 45   | 20   |
| Domy      | 29   | 41   | 41   | 42   | 41   | 42   | 43   | 20   | .    | 6    | 12   | 15   | 15   | 18   |